# 趙安宗
趙 安宗（ちょう あんそう、建元元年（343年）- 興寧元年3月17日（363年4月16日））は、南朝宋の武帝劉裕の母。南朝宋の孝穆皇后と追尊された。本貫は下邳郡僮県。

## 経歴
東晋の平原郡太守の趙裔と孫氏（建昌県君）のあいだの娘として生まれた。升平4年（360年）、劉翹にとついだ。興寧元年（363年）3月17日、劉裕を産んだ。難産のためにその日のうちに丹徒県の官舎で死去した。享年は21。晋陵郡丹徒県の東郷練璧里の雩山に葬られた。
永初元年（420年）、孝穆皇后の諡号を贈られた。陵を興寧陵といった。

## 伝記資料
- 『宋書』巻41 列伝第1
- 『南史』巻11 列伝第1